# Maik Kunze
Maik Kunze (* 8. März 1977 in Zeitz) ist ein deutscher Fußballtrainer und ehemaliger -spieler.

## Sportlicher Werdegang
Kunze begann seine Karriere bei Chemie Zeitz und dann beim Halleschen FC U19. 1996 wechselte er zum VfB Leipzig. Dort spielte er bis zum 1. Juli 2000 dann ging es zum FC Erzgebirge Aue, der in der Regionalliga Nord spielte. 2002 wechselte Kunze zum Zweitligisten VfB Lübeck, war dort allerdings nur ein Jahr lang aktiv. Nach der Zeit in Lübeck verschlug es Kunze wieder nach Aue. Beim mittlerweile in die 2. Bundesliga aufgestiegenen FC Erzgebirge war er von 2003 bis 2005 unter Vertrag. Nach der Zeit in Sachsen ging er für ein Jahr nach Thüringen zum FC Carl Zeiss Jena. Danach kehrte er zum Halleschen FC zurück und spielte dort noch von 2006 bis 2009.

## Karriere als Trainer
Im Juli 2011 wurde Kunze Spielertrainer beim SV Blau-Weiß Zorbau. Nach 10 Jahren, in denen er dem Verein zu mehreren Aufstiegen verhalf, verließ Kunze 2021 den Verein.
Im August 2021 wurde Kunze Trainer und sportlicher Leiter beim 1. FC Zeitz. Dort schaffte er schon in der ersten Saison den Aufstieg in die Landesliga.

### Erfolge als Trainer
- 2016 Aufstieg in die Verbandsliga Sachsen-Anhalt mit dem SV Blau-Weiß Zorbau
- 2018 und 2020 Aufstieg in die Oberliga Nordost mit dem SV Blau-Weiß Zorbau
- 2022 Aufstieg in die Landesliga Süd und Meisterschaft in der Landesklasse 9 mit dem 1. FC Zeitz.